# DRK Fachklinik Bad Neuenahr-Ahrweiler
Die DRK Fachklinik Bad Neuenahr-Ahrweiler ist ein Fachkrankenhaus für Kinder- und Jugendpsychotherapie in Bad Neuenahr-Ahrweiler. 

## Geschichte
Bis Anfang der 1980er Jahre war in dem Haus in der Lindenstraße eine vom DRK Landesverband Nordrhein geführte Müttergenesungs-Kuklinik untergebracht.
1986 wurde die Klinik in eine Reha-Klinik für Kinder und Jugendliche mit psychischen Störungen umgewandelt. 1993 folgte die Aufnahme in den Landeskrankenhausplan Rheinland-Pfalz mit dem Pflichtversorgungsauftrag für das nördliche Rheinland-Pfalz. Im Krankenhausplan 2010 wird die Klinik mit 30 Betten für stationäre und 10 Betten für teilstationäre Behandlung im Bereich Kinder- und Jugendpsychiatrie aufgeführt. 2001 wurde die DRK gem. Trägergesellschaft Süd-West mbH Träger der Klinik.
1997 eröffnete die Klinik die erste Jugendpsychiatrische Institutsambulanz in Rheinland-Pfalz. Nach 1995 abgeschlossenen Umbaumaßnahmen begann die stationäre Versorgung von Jugendlichen. 2003 wurde nach einem Ausbau der Klinik eine Tagesklinik in der Nähe des Hauptgebäudes errichtet. 

## Struktur
Stationärer Bereich

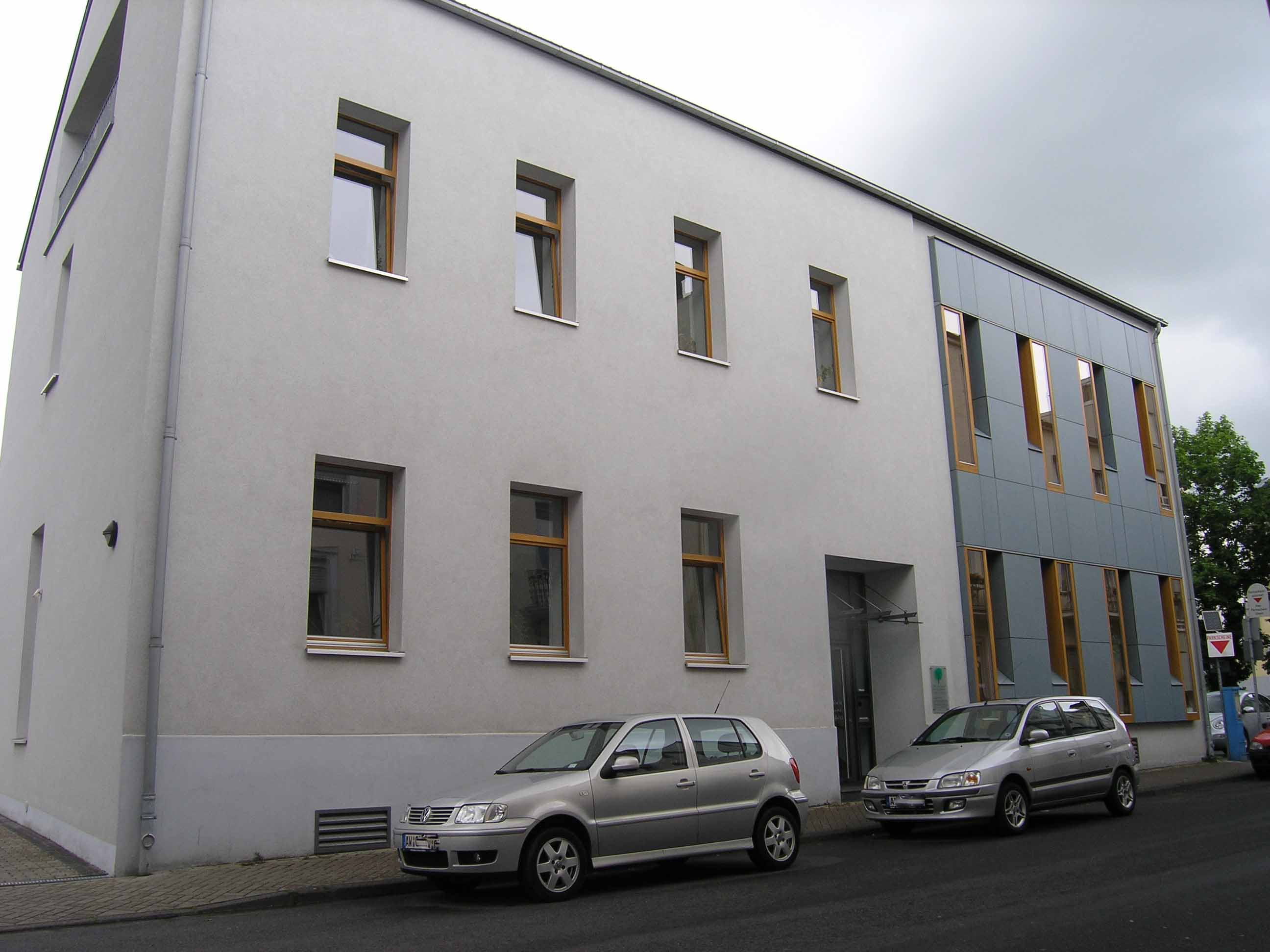
Tagesklinik der DRK Fachklinik in der Hans-Frick-Straße 10 in Bad Neuenahr

Die DRK Fachklinik hat drei Stationen mit zusammen 30 Plätzen. Die Stationen werden nach Alter und dem Entwicklungsstand des Patienten geschlechtsgemischt aufgeteilt. Das Pflichtversorgungsgebiet besteht aus den Landkreisen Ahrweiler und Cochem-Zell sowie die verbandsfreien Städte Andernach und Mayen und die Verbandsgemeinden Mendig, Pellenz und Vordereifel im Landkreis Mayen-Koblenz.
Zum Behandlungsteam gehören Ärzte, Psychologen, Krankenschwestern, Erzieher, Sozialpädagogen, Ergo-, Kunst-, Musik-, Reit- und Körpertherapeuten. 
Therapieangebote sind Ergotherapie, Kunsttherapie, Musiktherapie, Reittherapie und Körpertherapie. Um die Eltern einzubeziehen, wird Familientherapie angeboten.
Tagesklinik
Die teilstationäre Behandlung in der Tagesklinik bietet 10 Patienten Platz. Diese Einrichtung ist für Kinder und Jugendliche zwischen 6 und 18 Jahren gedacht, bei denen eine stationäre Behandlung nicht notwendig ist, aber eine ambulante Therapie nicht ausreicht. Die Patienten besuchen die Tagesklinik von Montag bis Freitag. Angeboten werden spezifisch verordnete Ergo-, Musik- und Körpertherapien, psychomotorische Behandlungsformen, sowie Gruppen- und Einzeltherapie. Die Kinder werden in der klinikinternen Schule unterrichtet oder besuchen während ihrer Therapiezeit eine der örtlichen Schulen in Bad Neuenahr-Ahrweiler.
2013 wurde eine Außenstelle in Daun (Landkreis Vulkaneifel) mit 20 weiteren Behandlungsplätzen eröffnet.
Für die Behandlung in der jugendpsychiatrische Institutsambulanz ist eine Überweisung des Hausarztes notwendig.

## Behandlungsschwerpunkte
Behandelt werden Kinder und Jugendliche bis zum 18. Lebensjahr. Schwerpunkte sind bei der Behandlung neurotischen Störungen (Angststörungen, Phobien), Psychosen, Psychosomatosen, Pubertätskrisen, Verhaltensstörungen, emotionalen Störungen und Entwicklungsstörungen.
Weitere Behandlungsschwerpunkte liegen bei Therapien von Essstörungen wie Anorexia nervosa, Bulimie, Adipositas und der Aufarbeitung von Traumata, zum Beispiel nach sexuellem Missbrauch.